# Agnès d'Harcourt
Agnès d'Harcourt (†1291) va ser escriptora i abadessa de l'abadia de Longchamp.

## Biografia
Agnès d'Harcourt, de família erudita, era filla de Joan I d'Harcourt, senyor normand, company de Lluís IX, i la seva tercera esposa, Blanche d'Avaugour, mentre que els seus oncles Raoul i Robert fundarien el col·legi d'Harcourt a París el 1280. Ella es va fer monja i ingressà al convent de Longchamp el 1260, servint la fundadora de l'abadia, Elisabet de França i Castella. El 1263 d'Harcourt en va ser nomenada abadessa, servint com a tal fins a la seva mort, el novembre de 1291.
Durant el seu temps com a abadessa, d'Harcourt va escriure Vida d'Isabel, la biografia de la seva amiga, col·lega i, finalment, santa, Isabel. El llibre, escrit probablement entre 1279 i 1281, és considerat com una de les «obres més valuoses dels inicis de l'escriptura francesa», per tal com és un dels primers textos en prosa i en francès, d'autora femenina, ben identificada.

## Llegat
D'Harcourt és una de les figures que apareix a la peça The Dinner Party, de Judy Chicago.